# Racing Club de France Football
Der Racing Club de France Football (meist kurz Racing), vormals Racing Paris und auch Matra Racing ist einer der traditionsreichsten französischen Fußballvereine aus der Landeshauptstadt. Er hat heute seinen Sitz in Colombes (Département Hauts-de-Seine, Ordnungszahl: 92) in der Pariser Banlieue. Die Fußballer sind Teil des polysportiven Vereins Racing Club de France und schafften in der Saison 2021/22 den Aufstieg in die viertklassige National 2.
Die Vereinsfarben sind Himmelblau und Weiß; die Ligamannschaft spielt derzeit im Stade Olympique Yves-du-Manoir, das eine Kapazität von 10.000 Plätzen aufweist. Von 2009 bis 2012 waren die „Pinguine“ – dies der seit den 1930ern geläufige Spitzname des Klubs bei Anhängern und Medien – eine Spielgemeinschaft mit dem FC Levallois eingegangen. Seither treten sie unter dem Namen Racing Club de France Colombes 92 wieder alleine an.

## Geschichte und Namensänderungen
Gegründet wurde RC Paris 1882 unter dem Namen Racing Club de France; die Fußballabteilung kam 1896 dazu. Damit zählt er neben Le Havre AC, Standard AC Paris und anderen zu den ältesten Fußballklubs Frankreichs. Mit Einführung des professionellen Fußballs (1932) benannte der Verein sich unter seinem Präsidenten Jean Bernard-Lévy in Racing Club de Paris um; zu Beginn der Spielzeit 1966/67 fusionierte Racing mit dem CS Sedan, nannte sich Racing Club Paris-Sedan und nach Auflösung dieses einjährigen Zusammenschlusses wieder Racing Club de France.
Ab 1983 folgten weitere Umbenennungen: 1983 (Fusion mit Paris FC) wieder RC Paris, 1984 (zwecks Umgehung des in Frankreich noch existierenden Werbeverbots) Matra Racing, 1991 (nach Rückkehr in das Amateurlager) Racing 92, 1995 Racing Club de France 92, von 1999 bis 2005 unter Racing Club de Paris und seither als Racing Club de France 92.
Racing war dem ältesten und größten der französischen Verbände, der USFSA, beigetreten (siehe Fußball in Frankreich#Anfangsjahre), an dessen nationalem Spielbetrieb der Verein seit 1897 teilnahm. 1907 wurden die Pinguine dessen Titelträger, zudem 1902, 1903, 1908 und 1911 Vizemeister.
Die erste Endspielteilnahme schaffte der Meister der Pariser Liga 1902, zog darin aber gegen einen anderen Traditionsverein des französischen Fußballs, den Racing Club Roubaix, mit 3:4 den Kürzeren. Das Siegtor der Mannschaft aus dem nördlichen Kohlerevier fiel in der 175. Spielminute – seinerzeit wurde, wie in Deutschland, auch in Frankreich noch durchgespielt, bis ein Sieger feststand.
Als in Frankreich 1932 eine einheitliche professionelle Liga eingeführt wurde, gehörte Racing ihr selbstverständlich an und blieb bis 1953 auch darin – wobei zwischen 1940 und 1944 Frankreich in eine von Deutschland besetzte Zone und das formal unabhängige Rest-Frankreich aufgeteilt war, also kein Meister für das ganze Land ermittelt wurde.
Seit Ende 2016 beteiligt Racing sich an Gesprächen und Verhandlungen mit dem Paris FC und dem erfolgreichen Frauenfußballverein Juvisy FCF, in denen die Möglichkeiten einer sehr engen Kooperation bis hin zu einer Fusion der Klubs ausgelotet werden sollen. Dies könnte die seit vielen Jahren immer wieder auftauchenden Überlegungen, in der Hauptstadt neben PSG dauerhaft einen starken zweiten Profiklub bei Männern und Frauen zu installieren, einer Realisierung näherbringen.

### Ligazugehörigkeit
Profistatus hat der RC 1932–1966 und 1983–1990 besessen. Erstklassig (Division 1, seit 2002 in Ligue 1 umbenannt) spielte der Klub 1932–1943, 1944–1953, 1954–1964, 1984/85 und 1986–1990. Seither pendelt er zwischen Dritt- und Fünftklassigkeit. Aktuell (2021/22) schaffte er die Meisterschaft in der fünfthöchsten französischen Liga (National 3) und stieg in die viertklassige National 2 auf.

### Logohistorie

1983–1984
1984–1988
1988–1991
1999–2005
Seit 2005

## Sportliche Erfolge
- Französische Fußballmeisterschaft
  - Meister: 1936
  - Vize-Meister: 1961, 1962
  - Dritter: 1935, 1937, 1939, 1959, 1960
- Französischer Fußballpokal
  - Sieger: 1936, 1939, 1940, 1945, 1949
  - Finalist: 1930, 1950, 1990
- Fußballmeisterschaft der USFSA
  - Sieger: 1907
  - Vize-Meister: 1902, 1903, 1908, 1911

## Bedeutende Personen in der Vergangenheit
| - Pierre Allemane - Manuel Anatol - Henri Bard - Émile Bongiorni - Maxime Bossis - Thadée Cisowski - Edmond Delfour - Raoul Diagne - Maurice Dupuis - Luis Fernández - Enzo Francescoli | - Pierre Grillet - Ernst Happel - Oscar Heisserer - François Heutte - Rudolf Hiden - Heinrich Hiltl - Lucien Jasseron - Gusti Jordan - Fred Kennedy - Sid Kimpton - Pierre Littbarski | - Abderrahman Mahjoub - Roger Marche - Jules Mathé - Arne Larsen Økland - Pierre Pibarot - André Tassin - Joseph Ujlaki - Ernest Vaast - Émile Veinante - René Vignal - Edmund Weiskopf |

## Andere Sportarten

### Judo
Die Männer-Mannschaft nahm regelmäßig an der Europapokal-Meisterschaft teil. Zwischen 1988 und 1994 belegte das Team drei Mal den ersten und zwei Mal den zweiten Platz.

### Rugby
Heutzutage ist der Racing Club im Rugby erfolgreicher als im Fußball: die Männermannschaft, die 2001 mit der US Métropolitaine zu Racing Métro 92 fusionierte, spielt 2011/12 in der höchsten französischen Liga. Seit 2015 heißt die Mannschaft Racing 92.